# Koncentracijska taborišča druge svetovne vojne

## Tretji rajhin zasedene države
Prva koncentracijska taborišča so nastala takoj po nacističnem prevzemu oblasti januarja 1933. Sprva je taborišča vodila SA, toda kmalu zatem je skrb za koncentracijska taborišča prevzela SS, ki je ustanovila posebne enote za varovanje taborišč, SS-Totenkopfverbände.
Razlogi, zakaj so ljudje pristali v nemških koncentracijskih taboriščih, so različni:
- kriminalci
- osebe odklonskega vedenja (homoseksualci),
- osebe judovske vere (holokavst) in Jehove priče,
- osebe »neprimerne rase« (Slovani, Romi),
- nasprotniki režima (komunisti, social-demokrati, pripadniki odporniškega gibanja,...).

### Tipi nemških koncentracijskih taborišč
- Koncentracijsko taborišče I. kategorije - jetniki, ki so se manj pregrešili z možnostjo prevzgojitve.
- Koncentracijsko taborišče II. kategorije - jetniki, ki so bili huje obtoženi, a z možnostjo prevzgojitve.
- Koncentracijsko taborišče III. kategorije - jetniki, ki jih ni moč prevzgojiti

### Seznam nemških koncentracijskih taborišč
Glej glavni članek Seznam nemških koncentracijskih taborišč druge svetovne vojne
Največja taborišča so bila:
- Auschwitz
- Buchenwald
- Dachau
- Mauthausen
- Oranienburg

## Italija
Glej glavni članek Seznam italijanskih koncentracijskih taborišč druge svetovne vojne
- Fašistično taborišče Gonars
- Fašistično taborišče Rab
- Fraschette di Alatri
- Cairo Montenotte
- Monigo
- Visco

## Japonska
Glej glavni članek Seznam japonskih koncentracijskih taborišč druge svetovne vojne

## Hrvaška
Glej glavni članek Seznam hrvaških koncentracijskih taborišč druge svetovne vojne
- Jasenovac

## Združeno kraljestvo
Glej glavni članek Seznam britanskih koncentracijskih taborišč druge svetovne vojne
Glej glavni članek Seznam kanadskih koncentracijskih taborišč druge svetovne vojne
Glej glavni članek Seznam indijskih koncentracijskih taborišč druge svetovne vojne
Glej glavni članek Seznam južnoafriških koncentracijskih taborišč druge svetovne vojne

## Združene države Amerike
Glej glavni članek Seznam ameriških koncentracijskih taborišč druge svetovne vojne

## Sovjetska zveza
Glej glavni članek Seznam sovjetskih koncentracijskih taborišč druge svetovne vojne